# انامر (آيت محند)
انامر هو دُوَّار يقع بجماعة إيمي نتليت، إقليم الصويرة، جهة مراكش آسفي في المملكة المغربية. ينتمي الدوّار لمشيخة آيت محند التي تضم دوارين. يقدر عدد سكانه بـ 471 نسمة حسب الإحصاء الرسمي للسكان والسكنى لسنة 2004.

## روابط خارجية
- البوابة الوطنية للجماعات الترابية
- المندوبية السامية للتخطيط